# Rudra

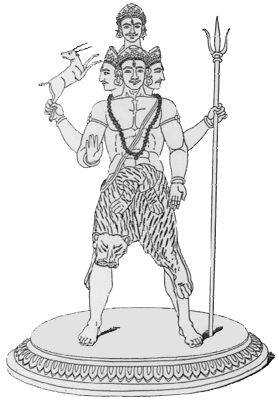
Darstellung des Rudra aus einem Lehrbuch des 19. Jahrhunderts

Rudra (Sanskrit, m., रुद्र, Rudra, wörtlich etwa „der Heulende oder Brüllende, der Rote“) ist ein vedischer Gott und wahrscheinlich der Vorläufer von Shiva, dessen Name („der Freundliche“) ursprünglich wohl eine euphemistische Anrede des schrecklichen Gottes Rudra (Protoshiva) war. Er wurde dem Vishnupurana zufolge aus der Stirn des Gottes Brahma geboren, als dieser wütend war. Nur sehr wenige Hymnen des Rigveda, insgesamt vier, sind an diesen Gott gerichtet, was mit seiner Verdrängung durch seine Hypostase Shiva in Kult und sakraler Literatur zusammenhängen mag. Nach Rudra ist der Asteroid des inneren Hauptgürtels (2629) Rudra benannt.

## Mythos
Rudra ist im Rigveda der Gott der Stürme, des Windes, des Regens, des Todes, der Zerstörung. Durch die Kuh Prishni („die Bunte“) ist er zudem der Vater und Herrscher der untergeordneten Rudras bzw. Maruts, die als seine Teilerscheinungen und Doppelgänger gelten und zu den ständigen Begleitern Indras werden. Verheiratet ist er mit der Göttin Rudasi. In Gegensatz zu anderen Gottheiten ist er kein wohltätiger und freundlicher Gott und kämpft auch nicht für die Menschen, denen er eher feindlich gesinnt ist, gegen die Dämonen. Innerhalb des vedischen Pantheons hat er eine einzigartige Sonderstellung inne. Er ist ein Einzelgänger und Außenseiter, was sich auch daran zeigt, dass seine Beziehungen zu anderen Göttern nicht allzu ausgeprägt sind. Er steht auch in Verbindung mit Kala, der Zeit, der alles Verschlingenden, mit der er später identifiziert wird. Obwohl Rudra als zerstörerische Gottheit gilt, die Naturkatastrophen sendet und deren schreckliche Seuchenpfeile Tod und Krankheit über Menschen, Götter und Vieh gleichermaßen bringen, wird für ihn auch die Bezeichnung „Shiva“, der „Wohlwollende“ und „Gütige“, verwendet. Ihm werden heilende Kräfte zugeschrieben, da er Dämpfe vertreibt und die Atmosphäre reinigt. Er erscheint als großer Arzt, Herrscher über die Arzneien und Gott der Heilkunst und der heiligen Rituale. Rudra verleiht auch Gesundheit und vollbringt viele gute Taten. So bestraft er die Götter für ihre Missetaten. Rudra ist auch der einzige Gott, der den Schöpfergott Prajapati für seine Blutschande mit seiner Tochter Ushas (Göttin der Morgenröte) zur Rechenschaft zieht und erst von ihm ablässt, als dieser ihn zum „Herrn der Tiere“ (pashupati) macht. In dieser Rolle wird er als Stier dargestellt. Im Rigveda erscheint er als roter, zorniger Bogenschütze, der angefleht wird, die Familie und das Vieh zu verschonen. Dargestellt wird er stets mit rotem Rücken und mit schwarzem Bauch. Er läuft als Langhaariger in Felle gekleidet im Wald umher. Teilweise gilt er auch als Erscheinungsform Agnis in seinem zerstörerischen Aspekt. Seine rote Körperfarbe steht für Blut, Feuer, Zerstörung und Tod.
Im Atharvaveda ist er der wilde Jäger, der „Herr der Tiere“ des Waldes. Er selbst haust zwischen Vieh und Pflanzen an gefährlichen Orten und in einsamen Gegenden. Schlangen winden sich um seinen Hals. In dieser Form wird er auch auf dem sogenannten Pashupati-Siegel der Harrapa-Kultur (vor 1500 vor Christus) dargestellt, mit drei oder vier Gesichtern, die in jede Himmelsrichtung gerichtet sind, mit einer Art Kopfschmuck aus Stierhörnern und im Lotussitz. Daher kamen einige Forscher zu der Ansicht, es handele sich dabei um Shiva in seinem Pashupati-Aspekt. Seine Waffen sind Blitz und Gift, Fieber und Husten. Er verkörpert Angst und Furcht, verbreitet Schrecken und Verderben. Die wilden und gefährlichen Tiere des Waldes und der Wildnis gelten als seine Manifestationen.
Entsprechend der verbreiteten Anschauung, dass der Bringer des Übels seine gefürchtete Aktivität auch einstellen und das Übel abwenden kann, werden auch im Rigveda seine Huld und sein Erbarmen öfters erfleht. Der Gott, der die Krankheit sendet, wird ein Arzt genannt. Seine heilsamen Arzneien können Mensch und Vieh retten, er kann also auch in höchstem Maße ein hilfreicher, friedlicher und segnender Gott sein. In Hymnen und durch Opfer muss er oft beschwichtigt werden und wird gebeten nicht das Vieh oder die Kinder zu stehlen und die Sippe in Ruhe zu lassen. Stattdessen soll er in seiner abgelegenen Region im Norden bleiben. Von ihm wird aber auch Freundschaft, Gesundheit Erbarmen, Huld Schutz und Gunst erbeten. Rudras Verehrung ist mit Vorsichtsmaßnahmen verbunden. Bei seinen Opfern ist insbesondere darauf zu achten, Handlungen zu unterlassen, die den Zorn des Gottes erregen könnten. Seinen Namen auszusprechen gilt als Tabu. Der Gott lebt in der Nähe der Menschen, Dörfer und Siedlungen. Man hofft, dass einem eine Begegnung mit ihm erspart bleibe. Er wird insbesondere von denjenigen angebetet, die in der Wildnis leben oder von denen, die mit dem Tod gewerbsmäßig verdienen, er ist der Führer derer, die außerhalb der arischen Gemeinschaft leben. Ebenso ist Rudra der Gott der Diebe und Räuber.
Einerseits raubt er das Vieh und lässt es sterben, andererseits kann er es schonen, daher sein Name Pashupati, „Herr des Viehs“. Als Opfergaben erhält Rudra die Reste aus anderen Opfern. Er erhält seinen Anteil, auf dass er keinen Schaden anrichte. Sonst kann er zornig werden und die Menschen töten. Zu seinem unzivilisierten Wesen passt auch, dass der Gott ein Rohesser ist. Man opfert ihm auch die Speisen, die nicht der Dorfwirtschaft zugehörig sind, die Speisen der Wildnis, wie wilder Sesam, wilder Weizen und Milch der Rehe. Ebenso wurden ihm sogenannte Balis (Blut- und Tieropfer) dargebracht. Sein Wohnsitz sind die hohen Berge im Norden, wo sich der Gott am liebsten aufhält, während die anderen Götter im Osten verortet werden. Im Norden müssen auch die an Rudra gerichteten Rituale vollzogen werden. Man opfert ihm insbesondere an Kreuzwegen und Maulwürfshügeln. Am ehesten könnte Rudra wohl als Verkörperung der wilden, gefährlichen, ungebändigten, eigenwilligen, unkultivierten, ungestümen, unheimlichen, launenhaften und unberechenbaren Natur gesehen werden. Er gilt insbesondere als Personifikation der Wildnis.

## Rudra und Shiva
Die Bezeichnung „Shiva“, die im Veda nicht als Name verwendet wird, wird später zu seinem Namen. Rudra verliert seine Verbindung mit den Stürmen und wird zu einem auflösenden und wieder eingliedernden Prinzip. Heute ist Aghora-Rudra immer noch ein Beiname des Shiva in seinem zerstörerischem, wildem und dunklem Aspekt. Damit zählt Rudra neben Vishnu zu den großen Aufsteigern der vedischen Epoche. Shivas doppeltes, widersprüchliches Wesen wird bereits in Rudra vorgezeichnet. Auch seine Funktion als großer Jäger, Schutzgott der Jäger, Gott der Zerstörung sowie als "Herr der Tiere" lebt in ihm fort. Auch Shivas Außenseiterposition unter den Göttern wird bereits bei Rudra vorweggenommen. Ähnlich wie Rudra als fremde, nicht indoarische Gottheit vom vedischen Opfer ausgeschlossen wird, wird später Shiva von seinem Schwiegervater Daksha aufgrund seiner ungewöhnlichen Lebensweise als Asket nicht zum großen Opfer eingeladen. Viele von Shivas Anhängern und Yogis tragen heute noch sogenannte Rudraksha-Perlen („Tränen des Rudra“) als Rosenkränze um den Hals oder ums Handgelenk.